# Pietro Sorri
Pietro Sorri, né vers 1556 à San Gusmè près de Sienne, mort en 1621 ou 1622 dans cette même ville est un peintre italien de l'école siennoise de la seconde moitié du XVIe et du début du XVIIe siècle.

## Biographie
Pietro Sorri est d'abord l'élève de Arcangelo Salimbiani à Sienne puis de Domenico Passignano dont il épouse la fille. Il s'imprègne des styles siennois et florentin puis il accompagne son beau-père à Venise et profite de son séjour pour étudier la manière de Paul Véronèse. Il va ensuite à Gênes et à Rome. Il retourne souvent à Sienne.
Il eut pour élèves Giovanni Bernardo Carlone et Bernardo Strozzi à Gênes entre 1596 et 1598, et Marietta Robusti à Venise.

## Œuvres
- Mort de saint Antoine Abbé (vers 1602), dessin, musée du Louvre, Paris
- Trinità e santi, retable à la Chiesa di Sant'Agostino, Sienne
- Madonna con il Bambino e Santi, Chiesa di San Pietro a Vico, Lucques
- Gesù benedicente, la Vergine e i Santi Francesco e Andrea (signé et daté de 1605), Basilique Saint-François (Sienne)
- Cristo coronato di spine (daté et signé 1606 sur la marche où le Christ est assis), collections de la Monte dei Paschi di Siena, Sienne
- Fresques des voûtes de la Chartreuse de Pavie avec Alessandro Casolani
- Assunzione della Madonna in Cielo e gli Apostoli (1607), Duomo di Arezzo
- Epifania, Duomo di Siena
- Santa Caterina, Oratorio di Santa Caterina, Sienne
- Incoronazione delle Spine, Chiesa di San Donato, Sienne
- Martirio di Santa Faustina, Basilica di San Frediano, Lucques
- Assunzione, Duomo di Lucca
- Fresques, tribune de la Chartreuse de Pavie
- Martirio di San Lorenzo, Chiesa di San Fedele, Poppi
- Madonna, Chiesa di Sant'Agostino, Montalcino
- Cristo fra i Dottori , Duomo de Pise.